# 袁华智
袁华智（1961年10月—），湖北仙桃人，中国人民解放军海军上将。

## 生平
1978年参加中国人民解放军，长期在海军政治工作部门服役，曾任西沙水警区政委、海军政治部宣传部新闻处处长、海军陆战旅政委、《人民海军报》社社长、海军政治部秘书长、南海舰队政治部副主任。2015年12月，任海军装备研究院政委。2017年3月，任中国人民解放军海军陆战队政治委员。2018年12月，调入空军任职，升任东部战区空军政治委员。2019年3月，重返海军任副政委。2022年1月升任海军政委。
2015年7月，晋升少将军衔。2019年12月12日，晋升中将军衔。2022年1月，晋升上将军衔。